# Storkefugle
Storkefugle (latin: Ciconiiformes) er en orden af fugle, der i dag kun omfatter en enkelt familie, storke.
Den taxonomiske opfattelse af netop denne orden varierer dog kraftigt i de forskellige kategoriseringsystemer, og en lang række senere og tidligere systemer har derfor en anden opdeling.
Storkefugle kan derfor også omfatte fuglegrupperne pingviner, lommer, lappedykkere, årefodede, rovfugle og måge-vadefugle med flere, og placeringen i kategoriseringshierarkiet kan variere.

## Klassifikation
Ordenen har omfattet forskellige fuglegrupper gennem tiden. Eksempelvis så den ifølge nogles opfattelse sådan ud omkring 1980:
- Hejrer
- Hammerfugle
- Træskonæb
- Storke
- Ibisser og skestorke
- Flamingoer

På baggrund af DNA-studier af fuglene blev gruppen stærkt ændret i løbet af 1990'erne. 

Så sent som i 2006 var opdelingen således ifølge Systema naturae 2000:
- Underorden: Charadrii (Vadefugle)
  - Infraorden: Pteroclides
    - Familie: Pteroclidae (Sandhøns)

  - Infraorden: Charadriides
    - Pavorden: Scolopacida
      - Overfamilie: Scolopacoidea
        - Familie: Thinocoridae
        - Familie: Pedionomidae
        - Familie: Scolopacidae (Sneppefugle)

    - Pavorden: Charadriida
      - Overfamilie: Chionoidea
        - Familie: Chionidae (Skedenæb)
        - Familie: Pluvianellidae

      - Overfamilie: Charadrioidea
        - Familie: Burhinidae
        - Familie: Charadriidae (Brokfugle)

      - Overfamilie: Laroidea
        - Familie: Glareolidae
        - Familie: Laridae (Mågefugle)
- Underorden: Ciconii
  - Infraorden: Falconides (Falke-ordenen)
    - Parvorden: Accipitrida
      - Familie: Accipitridae
      - Familie: Sagittariidae (Sekretærfugl)

    - Parvorden: Falconida
      - Familie: Falconidae (Falkefamilien)

  - Infraorden: Ciconiides
    - Parvorden: Podicipedida
      - Familie: Podicipedidae (Lappedykkere)

    - Parvorden: Phaethontida
      - Familie: Phaethontidae (Tropikfugle)

    - Parvorden: Sulida
      - Overfamilie: Suloidea
        - Familie: Sulidae (Suler)
        - Familie: Anhingidae (Slangehalsfugle)

      - Overfamilie: Phalacrocoracoidea
        - Familie: Phalacrocoracidae (Skarver)

    - Parvorden: Ciconiida
      - Overfamilie: Ardeoidea
        - Familie: Ardeidae (Hejrer)

      - Overfamilie: Scopoidea
        - Familie: Scopidae

      - Overfamilie: Phoenicopteroidea
        - Familie: Phoenicopteridae

      - Overfamilie: Threskiornithoidea
        - Familie: Threskiornithidae (Ibisser)

      - Overfamilie: Pelecanoidea
        - Familie: Pelecanidae (Pelikaner)

      - Overfamilie: Ciconioidea
        - Familie: Ciconiidae (Storke)

      - Overfamilie: Procellarioidea
        - Familie: Fregatidae (Fregatfugle)
        - Familie: Spheniscidae (Pingvin)
        - Familie: Gaviidae (Lommer)
        - Familie: Procellariidae (Stormfugle)